# Aïn Fares (Mascara)
Pour les articles homonymes, voir Aïn Fares.
Aïn Fares est une commune de la wilaya de Mascara en Algérie.

## Histoire

### Site Officiel de la commune  ain fares
commune-ain-fares.ga
1. ↑  [PDF]Recensement 2008 de la population algérienne, wilaya de Mascara, sur le site de l'ONS.